# Valerie Veatch
Valerie Veatch (* 13. dubna 1985) je americká filmová režisérka. Narodila se v Seattlu. V jejím filmu Revolution in Three Acts hrála například Eden Caleová. V roce 2012 natočila spolu s Chrisem Moukarbelem snímek Me at the Zoo. Její film Love Child (v Česku promítán pod názvem Rodičovská láska) měl premiéru na Sundance Film Festival. Jde o dokumentární film zabývající se problémem závislosti na internetu. Jejich dítě zemřelo kvůli zanedbání péče, zatímco rodiče hráli hry na internetu.